# 대한민국의 슈퍼컴퓨터
대한민국의 슈퍼컴퓨터 역사는 1988년 11월 한국과학기술연구원 산하 시스템공학연구소가 미국 크레이(Cray)사가 제작한 Cray-2S를 도입함으로써 시작되었다. 2024년 기준, 대한민국은 대수 기준 세계 7위에 해당하는 13개의 슈퍼컴퓨터를 보유하고 있으며, 성능은 세계 10위 수준이다.

## 개발사
대한민국 최초의 국산 슈퍼컴퓨터는 서울대학교 이재진 교수팀이 제작한 '천둥'으로, 2012년 〈슈퍼컴퓨터 TOP500〉에서 277위를 차지하였다. 천둥에는 각 노드에 4개의 그래픽 처리장치를 장착되었다. 천둥은 서울대 컴퓨터공학부 건물에 설치되어 있다. 2013년 3월, 일반인이 연구·교육 등의 목적으로 사용할 수 있도록 공개하였다.
2023년 1월, 과학기술정보통신부는 〈제3차 국가초고성능컴퓨팅 육성 기본계획 공청회〉를 주재하여 슈퍼컴퓨터를 국산화하는 방안을 논의하였다. 한국전자통신연구원이 제시한 슈퍼컴퓨터 4개 핵심 부품은 프로세서·메모리·네트워크·저장장치이다. 과기정통부는 2021년 《초고성능컴퓨팅 핵심전략》을 발표하여 초고성능컴퓨터 부품의 국산화를 추진하였고, 현재 프로세서는 기술 개발이 진행되고 있다. 공청회에서 나온 의견을 토대로 2023년 5월, 기술력과 인프라를 확보하기 위하여 2027년까지 추진할 주요 정책 방향이 담긴 《제3차 국가초고성능컴퓨팅 육성 기본계획》이 발표되었다.
과기정통부가 2024년 1월 발표한 《2023년도 ICT 원천연구개발사업 시행계획》에는 2024년에 초고성능 컴퓨팅 분야에 280억원을 투입한다는 내용이 담겼다.
2024년, 한국전자통신연구원(ETRI)이 시스템온칩(SoC) 형태의 K-AB21 가속기용 칩 개발에 성공하였다.

## 기록
2024년 기준, 성능 기록은 186.4페타플롭스(PFlops)로 세계 10위였으며, 보유 대수는 총 13개로 세계 7위였다. 대한민국이 보유하고 있는 슈퍼컴퓨터는 다음과 같다.
| 대한민국의 슈퍼컴퓨터 도입 역사 | 대한민국의 슈퍼컴퓨터 도입 역사 | 대한민국의 슈퍼컴퓨터 도입 역사 | 대한민국의 슈퍼컴퓨터 도입 역사 | 대한민국의 슈퍼컴퓨터 도입 역사 | 대한민국의 슈퍼컴퓨터 도입 역사 |
| 구축                            | 퇴역                            | 기관                            | 모델                            | 명칭                            | 각주                            |
| ------------------------------- | ------------------------------- | ------------------------------- | ------------------------------- | ------------------------------- | ------------------------------- |
| 1988년                          | 1993년                          | 한국과학기술정보연구원          | Cray-2S                         |                                 | [ 8 ]                           |
| 1993년                          |                                 | 한국과학기술정보연구원          | Cray C90                        |                                 |                                 |
| 2000년                          | 2005년                          | 기상청                          | NEC SX-5                        | -                               |                                 |
| 2002년                          | 2007년                          | 한국과학기술정보연구원          | NEC SX-5, SX-6 IBM p690         |                                 |                                 |
| 2005년                          |                                 | 기상청                          | Cray X1E                        |                                 |                                 |
| 2010년                          |                                 | 한국과학기술정보연구원          | IBM p6H                         | 타키온 II                       |                                 |
| 2010년                          | 2015년                          | 기상청                          | Cray XE6                        | 해빛, 해온, 해담                |                                 |
| 2015년                          | 현재                            | 기상청                          | Cray XC40                       | 우리, 누리, 미리                |                                 |
| 2018년                          | 현재                            | 한국과학기술정보연구원          | Cray CS500                      | 누리온                          | [ 8 ]                           |
| 2020년                          | 현재                            | 한국핵융합에너지연구원          | Cray                            | 카이로                          | [ 9 ]                           |
| 2021년                          | 현재                            | 기상청                          | 레노버 SD530, SD650             | 두루, 마루, 그루                | [ 10 ]                          |
| 2021년                          | 현재                            | 삼성전자                        | SSC-21                          | -                               | [ 11 ]                          |
| 2022년                          | 현재                            | SK텔레콤                        |                                 | 타이탄                          | [ 12 ]                          |